# Pelargonium inodorum
Pelargonium inodorum är en näveväxtart som beskrevs av Carl Ludwig von Willdenow. Pelargonium inodorum ingår i släktet pelargoner, och familjen näveväxter. Inga underarter finns listade i Catalogue of Life.